# Pasithoé
Pasithoé (en grec ancien Πασιθόη / Pasithóê) est, dans la mythologie grecque archaïque, une Océanide, fille d'Océan et de Téthys citée par Hésiode dans sa liste d'Océanides.

## Étymologie
En grec ancien Pasithoé (Πασιθόη / Pasithóê) s'apparente à Thoé (Θόη / Thóê), lui-même venant du grec thoós (θοός) signifiant rapide, agile.

## Famille
Ses parents sont les titans Océan et Téthys. Elle est l'une de leur multiples filles, les Océanides, généralement au nombre de trois mille, et a pour frères les Dieux-fleuve, eux aussi au nombre de trois mille. Ouranos (le Flot) et Gaïa (la Terre) sont ses grands-parents tant paternels que maternels.